# El Beso (Grimm)
El beso (Traducción oficial en los doblajes para América Latina y España) - título original en inglés- The Kiss  es el segundo episodio de la segunda temporada de la serie de televisión estadounidense de drama/policíaco/sobrenatural/Fantasía oscura Grimm. El guion principal del episodio fue escrito por los creadores de la serie David Greenwalt y Jim Kouf, y la dirección general estuvo a cargo de Terrence O'Hara. 
El episodio se transmitió originalmente el 20 de agosto del año 2012 por la cadena de televisión NBC. Mientras que en América Latina el episodio se estrenó el 24 de septiembre del mismo año por el canal Unniversal Channel.
En este episodio Nick se mete en problemas con las autoridades de Portland, debido a sus deberes como Grimm, mientras en tanto Renard mueve su pieza para rescatar a Juliette.   

## Argumento
Nick consigue escapar del ataque del Mauvais Dentes por poco y gracias a la eventual intervención de su madre, quien trata de averiguar el nombre de los superiores de la criatura. El wesen se muestra sorprendido de enfrentarse a dos Grimm y trata de escapar de ellos, pero Kelly se lo impide, clavándole su daga en el cuello, matándolo en el progreso. Nick y su madre abandonan el aserradero y se dirigen al hospital donde se reúnen con Monroe y Rosalee para aplicarle la poscima contra la pérdida de memoria, a la aún en coma Juliette. Al momento en que todos salen del hospital, Nick recibe una llamada para investigar un homicidio, antes de retirarse Nick le pide de favor a sus amigos Wesen que lleven a su madre a su hogar, a pesar de saber lo incomoda que podría resultar la situación.   
En el transcurso del camino, Monroe y Rosalee le explican a Kelly que confían en su hijo, que son aliados y no hace falta convertirse en enemigos mortales debido a sus naturalezas. Mientras en tanto Nick descubre que la escena del crimen para la que ha sido llamado, es la del aserradero en el que se enfrentó junto a su madre al Mauvais Dentes. La escena del crimen es investigada de inmediato por agentes del FBI de Portland, debido al deceso de sus compañeros involucrados. Nick comprende que la investigación podría dar con su madre, y se ve obligado a encubrirla, al deshacerse de su arma, cuyo casquillo quedó en la escena. Sin embargo, los agentes del FBI comienzan a sospechar que Nick es el responsable de los homicidios al descubrir que este fue la última persona con la que uno de los agentes muertos tuvo contacto antes de morir.   
Nick decide esperar un día para reunirse con su madre, y advertirle sobre la policía, además de mostrarse preocupado por las acciones de Catherine y su participación en la enfermedad de Juliette. Kelly se ofrece a hablar con ella de una manera un poco más "personal", y así darle tiempo a su hijo de lidiar con el FBI. Sin embargo, los agentes deciden arrestar a Nick, basándose en la llamada que descubrieron y a la presencia de un cabello genéticamente similar al del detective en dicha escena. Afortunadamente Nick no puede ser arrestado debido a que el casquillo de su arma (nueva), resulta ser diferente a la encontrada en la escena. Tras ser liberado Nick trata de retirarse, pero es alcanzado por Hank quien le comenta que sabe que está involucrado en la escena, pero que confía en él y que no lo delatara.   
Por otra parte, Renard habla por teléfono a su hermano en Europa para advertirle que no debería subestimar al Grimm que mando a asesinar y al poco tiempo se reúne con Catherine, solo para recibir una "poscima de purificación" que lo ayudara a despertar a Juliette, dándole un simple beso. En el momento que Renard se retira del hogar, Kelly ingresa determinada a interrogar a Catherine sobre el estado de Juliette, bajo tortura Catherine confiesa que existe un príncipe en Portland, pero se rehúsa a confesar su identidad y tiene una violenta batalla con Kelly, que resulta en su muerte. Mientras en el interior de su hogar Renard bebe la poscima de Catherine, y tras un doloroso y largo procedimiento queda purificado y listo para despertar a Juliette.   
Kelly le informa a su hijo la poca información que pudo sacarle a la hexenbiest y tras una reconciliación entre los dos, la envejecida Grimm decide abandonar Portland para destruir las monedas de Zakynthos y promete volver cuando se le sea posible. Nick decide ir al hospital a ver el progreso de Juliette. No obstante Renard llega con la veterinaria primero y tras darle un beso, Juliette despierta del coma, causando conmoción el hospital, la noticia de Juliette llega hasta los oídos de Nick, quien en contra de la voluntad de los doctores y las enfermeras, besa a Juliette, pero el proceso de amnesia esta demasiado avanzado y Juliette no lo reconoce.    

## Elenco
- David Giuntoli como Nick Burkhardt.
- Russell Hornsby como Hank Griffin.
- Bitsie Tulloch como Juliette Silverton.
- Silas Weir Mitchell como Monroe.
- Sasha Roiz como el capitán Renard.
- Bree Turner como Rosalee Calvert.
- Reggie Lee como el sargento Wu.

## Producción
Las escenas que incluían la transformacional del capitán Renard a su forma Wesen fueron filmadas varias veces para darle un grado diferente a todas las demás.

Aun no la he visto. Pasamos mucho tiempo en ella. Re-filmamos esa escena porque queríamos hacerla bien, así que espero que haya salido muy bien, intensa como debe ser. Así que no la he visto todavía, por lo que estoy bastante curioso por ver como quedó.

### Guion
En una conferencia de la segunda temporada de la serie, Sasha Roiz dio pequeños detalles sobre la identidad del capitán Renard. 

«Solo soy el capitán Renard. Así de simple. Hay muchas cosas por ahí preparándose y otras que descubrirán pronto».
Sasha Roiz, en el panel de Grimm en la Comic-Con 2012.

El episodio presentó varios avances en cuanto a la trama y el desarrollo de sus personajes: 
En una entrevista a Entertainment Weekly, el actor Sasha Roiz dio detalles importantes sob el capitán Renard. 

"No sabia de esto. Desde la primera temporada, en todas las entrevistas con las sospechas de las personas, “¿Bueno eres una criatura? ¿Vas a transformarte?” Yo respondía tan honestamente como se me era posible. “No, solo soy real, y mi posición es solo de la realeza. No necesito transformarme. Tengo un control y dominio sobre esas criaturas.” Por lo que no tengo idea. Cuando la segunda temporada comenzó, y ellos me dijeron, “Por cierto, eres mitad hexenbiest,” es genial, primero, porque no me habían engañado antes, y segundo, porque es una gran historia. Muy buena interrogante para el personaje, lo que yo creo, es que es un bastardo. Y pueden notar que hay un elemento diferente en su transformación. No es completamente hexenbiest. Hay algo en su linea de sangre. Y fue muy interesante porque me informaron a fondo sobre el personaje, que lo motiva, que lo impulsa. Creo que cualquier bastardo, carece de la comunicación – por eso esta involucrado en los círculos reales – definitivamente esas son sus motivaciones y definitivamente es un extraño y un paría dentro de la familia, por lo que es alguien que esta motivado por establecerse. Y creo que es una buena informacion del personaje..."

### Continuidad
- Sean Renard resulta ser un híbrido de Hexenbiest y Humano.
- Kelly Burkhardt deja Portlan para destruir la monedas de Zakynthos.

## Recepción

### Audiencia
En el día de su transmisión original en los Estados Unidos por la NBC, el episodio fue visto por un total de 4.900.000 de telespectadores.

### Crítica
El episodio ha cosechado críticas mixtas entre los críticos y los fanáticos de la serie, la mayor parte de ellas positivas, pero con comentarios reservados a lo que no funcionó.
Matt Fowler de IGN le dio al episodio un 8 cerrado en una escala del 1 al 10, con el significado de un episodio "genial": Así que "El Beso" fue un episodio muy sólido, actuando como la conclusión de lo que se volvió una historia de tres pares alrededor del coma de Juliette. Un arco que empezó con el final de la temporada 1, convirtiendo el estreno de la semana en un extraño intermedio con Monroe y Rosalee haciendo una poción y la madre de Nick tratando de hacer huevos. "El Beso" de todas formas comenzó grande y fuerte, con la secuencia de acción que debió ser de la semana pasada. Y tras eso un final de  "Continuará..."? Bien, Nick herido y siendo golpeado...sólo pateando al Mauvais e irse con el resto en el vuelo. Fue un poco como un cliffhanger vacío.
Emily Rome de Entertainment Weekly, comento que encontraba interesante el desarrollo de la relación entre Nick y su madre, y lo irónico que resultaba las consecuencias de su reencuentro. A su vez se lamentó por las pérdidas de los personajes muertos en el episodio. "Voy a lamentar la muerte de Catherine Schade. No puedo quejarme de ver el combate cuerpo a cuerpo entre ella y Kelly, pero extrañare su manera de ser tan astuta y esa grotesca cara Hexenbiest. En cuanto al señor Mauvais Dentes, no puedo decir que voy a extrañarlo mucho, pero tengo que darle las gracias a él por un momento clásico de Kelly Burkhardt (¿puede tener más momentos clásicos aun cuando sólo ha estado en tres episodios?). ¡Cuán grande fue su cara cuando vio el cuerpo y el brazo roto colgando en el aserradero? Ligeramente irritada, sólo un poco desconcertada, no hay signos de shock o tibuteos absolutos. Esta mujer ha visto un montón de sangre y tripas en un día.